# El Celler de Can Roca
El Celler de Can Roca est un restaurant situé à Gérone, en Catalogne (Espagne). Il a été fondé en 1986 par les trois frères Roca : Joan (chef), Josep (sommelier) et Jordi (desserts). Le Guide Michelin lui a attribué trois étoiles en 2009. Il figure depuis plusieurs années en haut du classement « 50 Best » établi chaque année par la revue britannique Restaurant : 5e en 2009, 4e en 2010, 2e en 2011, 2012 et 2016. Il est élu meilleur restaurant du monde en 2013 et en 2015 selon ce même classement. En 2016, les menus vont de 170 à 200 euros.
En 2015, il reçoit la Médaille d'or du mérite des beaux-arts, décernée par le Ministère de l'Éducation, de la Culture et des Sports.
En 2013, il est sacré meilleur restaurant du monde.